# Rumsky
DJ Rumsky of Rumsky, artiestennaam van Maikel Iliaens (Duffel, 23 juli 1992), is een Belgisch dj en muziekproducer uit Keerbergen. Als dj stond hij onder meer al geboekt in Belgische nachtclubs zoals Carré en Versuz. Daarnaast was hij al te zien op festivals als Dance D-Vision en Sunrise Festival.
Iliaens begon zijn muzikale carrière op 12-jarige leeftijd. In 2021 was hij te zien in een livestream georganiseerd door de VRT en VI.BE, waarin hij uitsluitend muziek speelde van Belgische artiesten ter ere van de week van de Belgische muziek.

## Discografie
| Single met hitnotering(en) in de Vlaamse Ultratop 50 | Datum van verschijnen | Datum van binnenkomst | Hoogste positie | Aantal weken | Opmerkingen     |
| ---------------------------------------------------- | --------------------- | --------------------- | --------------- | ------------ | --------------- |
| When the Sun Goes Down                               | 2015                  | -                     |                 |              |                 |
| All the Pieces                                       | 2019                  | -                     |                 |              |                 |
| Baby (You're So Cool)                                | 2019                  | -                     |                 |              | Rumsky & Mabryx |
| I'll Be There                                        | 2019                  | -                     |                 |              | Rumsky & Mabryx |